# Alexander Strider
Alexander Strider — коммерческий автобус большого класса производства Walter Alexander Coachbuilders, предназначенный для эксплуатации в странах с левосторонним движением. Вытеснен с конвейера моделью Alexander ALX300. 

## История
Автобус Alexander Strider впервые был представлен в 1993 году. За его основу были взяты шасси Mercedes-Benz O405/O405G (Alexander Cityrider), Dennis Lance, Volvo B10B, Volvo B10M и Scania L113. Производство завершилось в 1997 году.

## Галерея

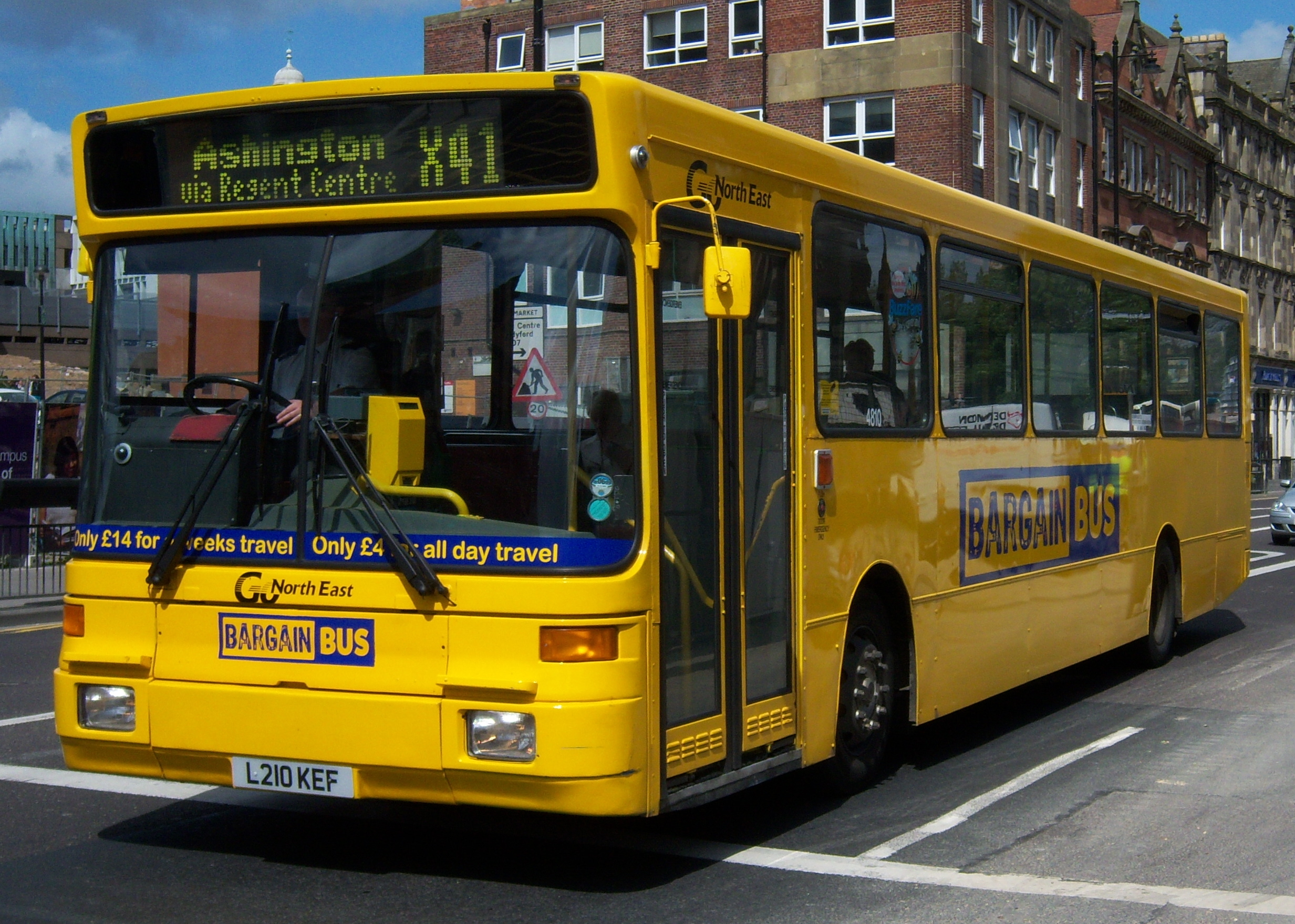
Alexander Strider на шасси Volvo B10B в Ньюкасле
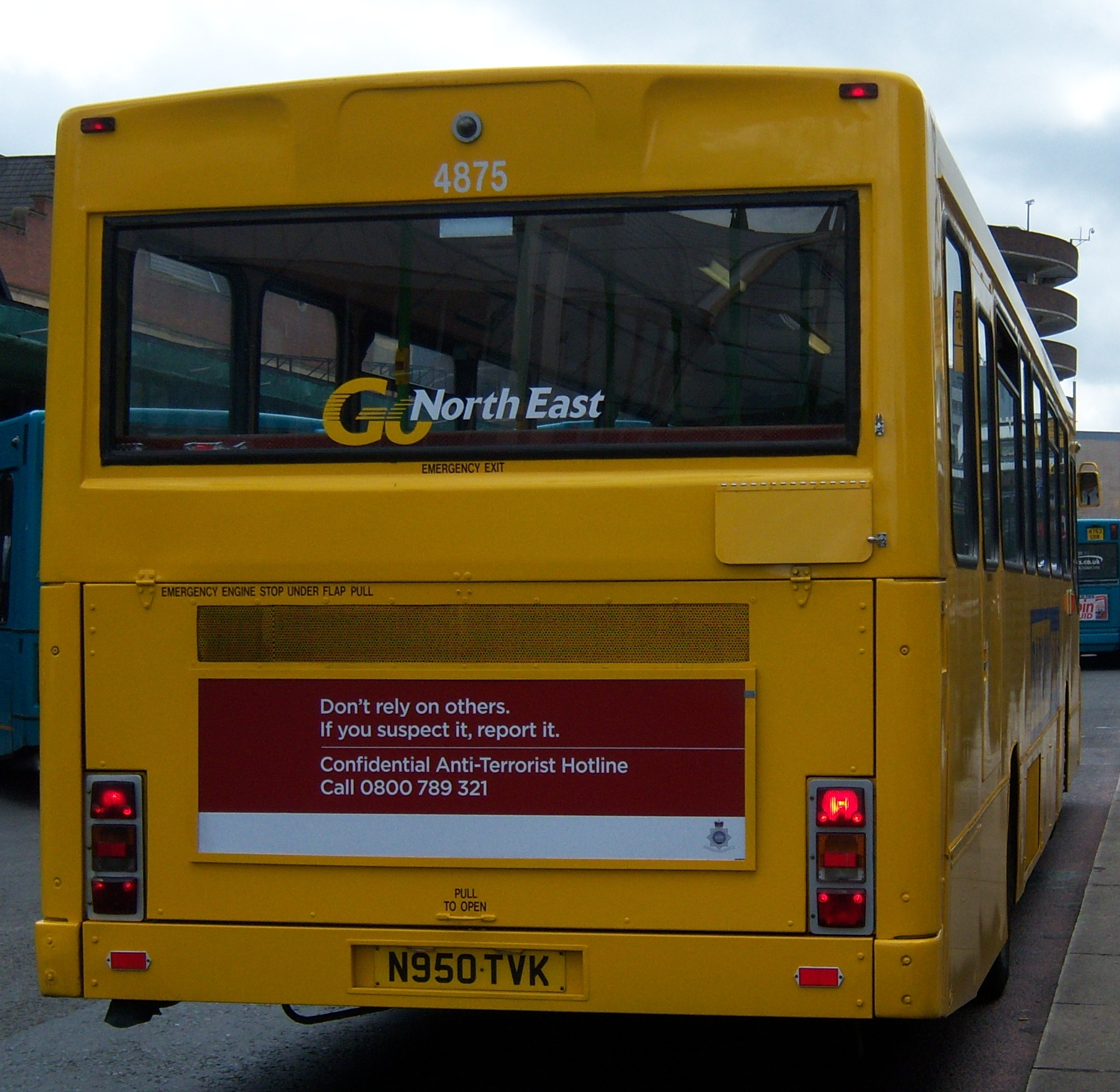
Alexander Strider на шасси Volvo B10B в Ньюкасле
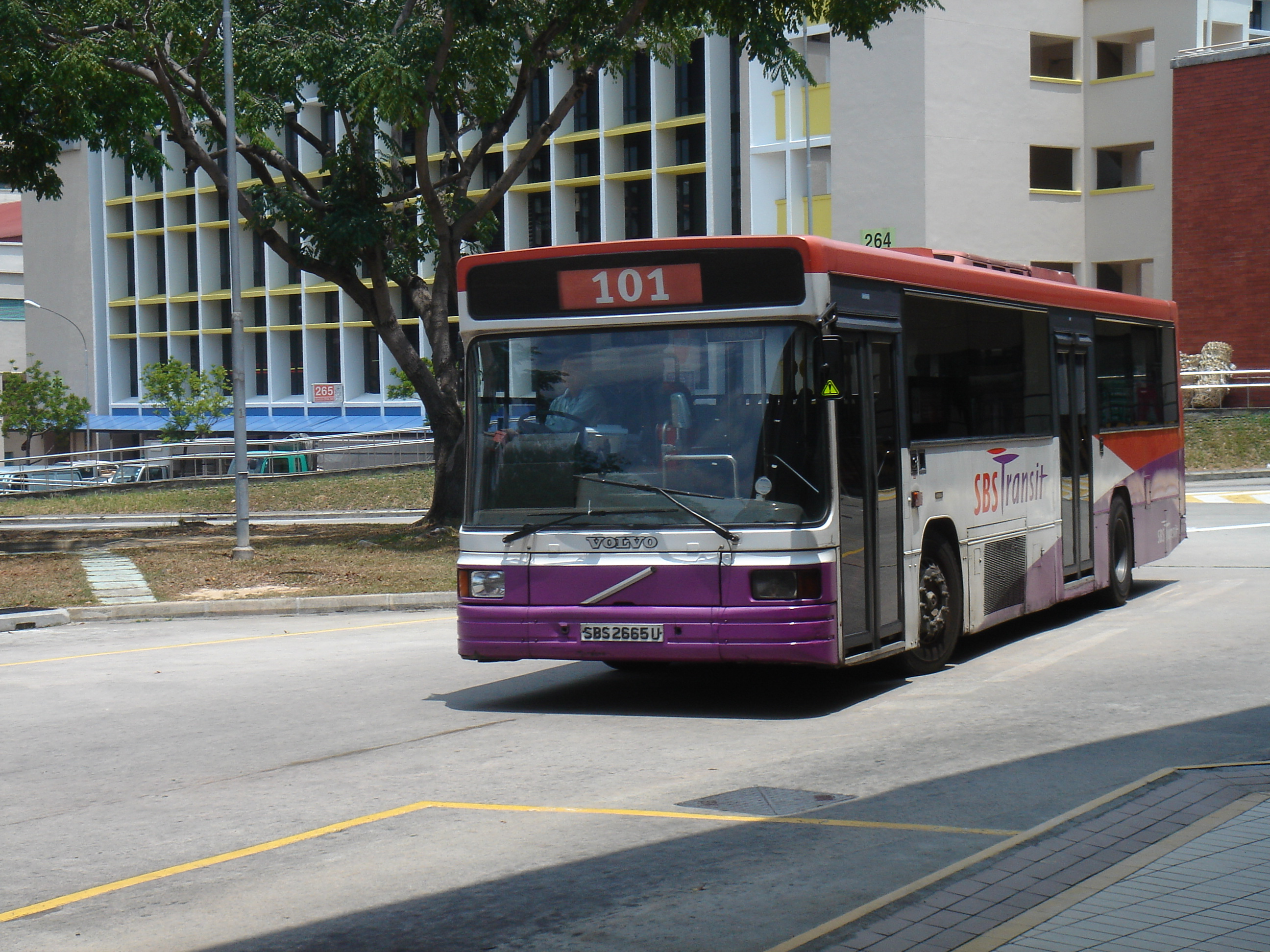
Alexander Strider на шасси Volvo B10M в Сингапуре